# Карфагенский собор (411)

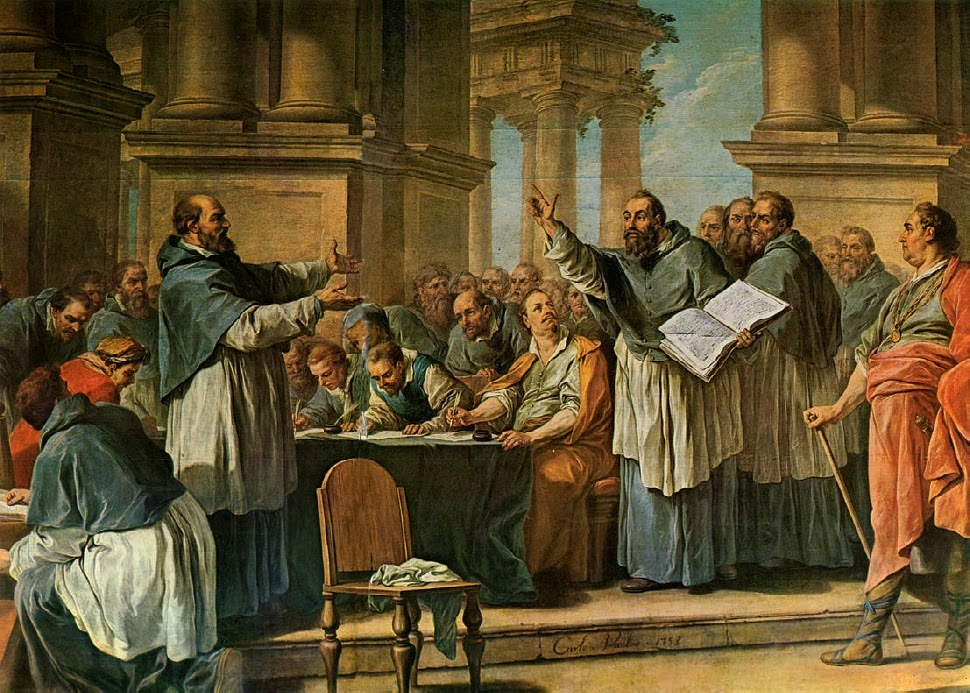
Шарль-Андре ван Лоо Августин спорит с донатистами. XVIII век

Карфаге́нский собо́р 411 года — христианский церковный собор, задачей которого было устранить раскол между кафоличным христианством и донатистами.
Собор был созван по озвученной 14 октября 410 года инициативе западноримского императора Гонория. Состоялся в июне 411 года в термах Гаргилия в Карфагене под председательством трибуна Марцеллина Карфагенского. В соборе приняли участие 565 членов: 286 сторонников кафоличности церкви и 279 донатистов. Состоялось три заседания — 1, 3 и 8 июня, в которых в качестве проводника кафолической точки зрения выступал епископ гиппонский Аврелий Августин. В результате Марцеллином было принято решение в поддержку кафоличности и осуждено учение донатистов. Их церковное имущество было конфисковано, а сами они были лишены римского гражданства. Это вызвало беспорядки в городе, а в 413 году Марцеллин был убит донатистами.
Позднее церковью были канонизированы как Марцеллин (католический день памяти — 13 сентября), так и Августин (католический день памяти — 15 ноября, день памяти в Русской православной церкви — 15 июня).